# Maxhafen

Karte von 1842, Maxhaven (oben links) und der Kanal

Die Bauerschaft Maxhafen ist Ortsteil der Gemeinde Wettringen, rund 2 km nordöstlich gelegen. Ihren Namen erhielt sie vom nördlichen Endhafen des Max-Clemens-Kanals, der zwischen 1766 und 1771 unter dem damaligen münsterschen Fürstbischof Maximilian Friedrich von Königsegg-Rothenfels von Clemenshafen hierher verlängert wurde. Da der ursprünglich geplante Weiterbau zum holländischen Wasserstraßennetz nie vollendet wurde, blieb Maxhafen der Endpunkt des Kanals. In Maxhafen wurden Waren umgeschlagen, bis 1812 auch der Postkurs zwischen Münster und Zwolle. Seit 1840 ist der Kanal stillgelegt. An der Stelle der ehemaligen Hafengebäude befindet sich die Gaststätte Fabry.
Maxhafen zählt etwa 125 Einwohner (Stand 2015).
Maxhafen hatte einen Halt an der mittlerweile stillgelegten Bahnstrecke Ochtrup–Rheine.

## Sehenswürdigkeiten
In der Liste der Baudenkmäler in Wettringen (Münsterland) sind für Maxhafen zwei Baudenkmale aufgeführt.